# أبو الفتح العمري
أبو الفتح ناصر بن الحسين بن محمد العمري القرشي المروزي (المتوفى سنة 444 هـ الموافق 1053 م،) فقيه شافعي من أصحاب الوجوه المجتهدين. اشتهر بالشريف ناصر العمري.
تفقه على أبي بكر القفال، وأبي الطيب الصعلوكي، وأبي طاهر الزيادي. وتفقه عليه أناس كثيرون منهم البيهقي، والقايني، وأبو عبد الله الزبيري، وأبو محمد الإستراباذي.
كان ورعاً زاهداً فقيراً قانعاً باليسير، مناظراً محدِّثاً، عقد مجالس كثيرة للتحديث والإملاء، ودرس في حياة شيخه الصعلوكي. وقد تردد ذكره في كتاب الروضة.

## مؤلفاته
له مصنفات منها: الأمالي في الحديث.

## وفاته
توفي بنيسابور في ذي القعدة سنة أربع وأربعين وأربعمائة (444هـ).